# بحث نفسي

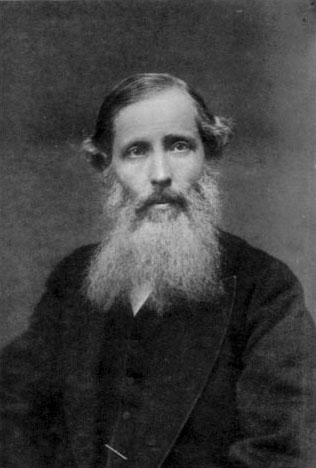

البحث النفسي هو مصطلح علمي مشتق من علوم الشخصية وعلوم دراسة السلوك البشري ويستخدمه علماء النفس والأطباء النفسييون في دراسة السلوك الإنساني عامة والمرضى النفسيون، وهو أيضا – وفي مجال التسويق والعلاقات العامة المبيعات- بحث اجتماعي يقترن في عمليات الاستطلاع التجارية المختلفة عن مجموعة المستهلكين أو العملاء، ويستخدم أسلوب البحث الاجتماعي والتحليل السايكولوجي لشخصية المستهلك، أسلوب حياته، إدراكه، احتياجاته، إتجاهاته، خبراته، مقدرته المالية الخ.
تقول الأبحاث النفسية أن العاملين في مجال التسويق والمبيعات والعلاقات العامة لا يعلمون كثيرا عن عملائهم: من هم ؟ ماذا يريدون ؟ ماهي احتياجاتهم ؟، ولذلك فلابد من وجود وسائل لاكتساب فهم أعمق لهؤلاء العملاء والمستهلكين، ودراسات بحثة علمية متخصصة تسعى إلى تفسير سلوك المستهلك.

## فوائد هذه الأبحاث
- إن دراسة المستهلكين تساعد الشركات /المنظمات على تحسين استراتيجيات التسويق عن طريق فهم بعض القضايا مثل: (كيف يفكر المستهلك وكيف يشعر؟ كيف يختار ويفاضل بين البدائل المختلفة). (كيف يمكن للمستهلك أن يتأثر ببيئته (كالثقافة،الأسرة ووسائل الاعلام). (كيف يكون سلوك المستهلك أثناء التسوق أو عند اتخاذ القرارات الشرائية).
- تنعكس هذه الدراسة، إذا تمت بصورة صحيحة إلى (اختيار وسائل الاعلام المناسبة للترويج عن السلع والبضائع).(كذلك التغلغل بكفاءة في السوق المستهدفة). (بالإضافة إلى وضع توقعات وافتراضات أكثر دقة لمتطلبات واحتياجات المستهلك.(تقتح مجالات جديدة امام مجموعات التسويق والشركات الراغبة في التوسع). (وقد تقلل المخاطر المرتبطة مع المنتج الجديد مقارنة مع المنتج المتوفر أو التقليدي)

## آلية عمل الأبحاث التسويقية
- الاستبيانات والدراسات الاستقصائية عن طريق البريد أو الهاتف وكذلك المشاهدات وجماعات التركيز (العصف الذهني) والمقابلات الشخصية.
إن الاستقصاءات مفيدة للحصول على معلومات محددة وممكن ان تكون الأسئلة فيها مفتوحة (مثلاً: أين ولدت وأين تعيش ؟) أو مغلقة (كأن يختار من مجموعة خيارات على سبيل المثال أن يختار من فئات عمرية معينة وهكذا).
بالنسبة للبريد فهو يعتبر وسيلة غير مكلفة نوعاً ما ومعدلات الاستجابة له عادة ما تكون منخفضة جداً من 5 إلى 20 % أما الهاتف فتكون أعلى من ذلك مع مراعاة عدم إمكانية طرح الكثير من الأسئلة بسبب تكرر أجوبة المستقبل وأيضاً أن القليل من الناس من تكون لديه القدرة على الانتظار مدة طويلة على الهاتف.
جماعات التركيز (عصف ذهني) تتم عن طريق جمع عدد من الناس يتراح من ثمانية إلى اثني عشر شخصا في غرفة ويتم النقاش معهم حول تفضيلاتهم وخبراتهم. مع وجود مشرف لهذه الجماعة يبدأ في الحديث على نطاق واسع ويتطرق إلى المواضيع ذات الصلة بالفكرة دون الإشارة إلى المنتج بشكل مباشر.، وهذه الطريقة مفيدة في حال التسويق لمنتج جديد أو للتعديل على منتج موجود، وتجمع معلومات كثيرة لان نطاق الحوار فيها واسع فيشمل نقاط عدة تفيد المسوقين. أيضاً لها سلبيات عدة أهمها أن حجم العينة مقارنة بالمجتمع صغير.
- هناك أساليب إلكترونية لملاحظة رغبات المستهلك:
من خلال الأسئلة المباشرة مثلاً، أثناء الاشتراك في بعض المواقع يتم سؤال المشترك عن اهتماته ورغباته، من خلال اجابته تصله إعلانات معينة، لأن هذه المواقع تكون متفقة مع شركات أخرى إن لم تكن هي صاحبة الإعلان وتقوم بارسال معلومات المشتركين إلى هذه الشركات.
- أيضاً من خلال سجل العمليات الخاصة ببعض (الخادمات) على شبكة الإنترنت إذ تسجل تحركات المستخدم داخل الشبكة وتصدر تقارير دورية بذلك، ويمكن الحصول على معلومات احصائية من خلال استمارات التسجيل و(الكوكيز) و(حشرات) شبكة الإنترنت.
- كما تعد مخازن المعلومات الخاصة ببعض الشركات مصدراً قيماً لهذا النوع من المعلومات إذ تحتوي على سجل بجميع عمليات الشركة إضافةً إلى معلومات خاصة بالعملاء.